# Agrostistachys staminodiata
Agrostistachys staminodiata är en törelväxtart som beskrevs av Sevilla. Agrostistachys staminodiata ingår i släktet Agrostistachys och familjen törelväxter.
Artens utbredningsområde är Sumatera. Inga underarter finns listade i Catalogue of Life.